# Gustav Bretschneider
Christoph Gustav Bretschneider (* 29. September 1859 in Wolfsgrün; † 13. Oktober 1933 ebenda) war ein deutscher Unternehmer. Er führte den ihm verliehenen Titel Kommerzienrat.

## Leben und Wirken
Gemeinsam mit Wolf Bruno Bretschneider besaß er die väterliche Firma Bretschneider, die 1829 von Christian Gottlieb Bretschneider als Holzstoff- und Papierfabrik im Tal an der Zwickauer Mulde in dem Ort Wolfsgrün im Erzgebirge gegründet worden ist. Er hat das Unternehmen zu einem der vielseitigsten und bedeutendsten der sächsischen Papier-, Pappen- und Holzstofferzeugung ausgestaltet und durch Erwerb, Gründung und Beteiligung einen Konzern gegründet, dessen langjähriger leitender Geschäftsführer er war. Mit der Geschichte des Vereins deutscher Holzstoff-Fabriken ist sein Name auf das Engste verknüpft, denn schon seit der Jahrhundertwende gehörte er dem Vorstand an, die letzten Jahre als Erster Vorsitzender. Ferner war er Mitglied des Aufsichtsrates des Verbandes deutscher Druckpapierfabriken, Mitglied des Reichsverbandes der deutschen Industrie und bekleidete außerdem noch eine lange Reihe von Ehrenämtern in der Industrie. 
Auch mit der Geschichte Eibenstocks ist der Name des Verstorbenen unauslöschlich verbunden. Er war Förderer des Turnsports und bewies dies durch die Stiftung des Grundstückes für die Kampfbahn, die seinen Namen trug und heute „Bretschneider-Sportstätte“ genannt wird. Bretschneider, der zum Kommerzienrat ernannt worden war, wurde Ehrenmitglied des Turnvereins 1847 in Eibenstock. Als der Turnverein Schnarrtanne eine Halle benötigte, war er es, der durch Zurverfügungstellung von Geldmitteln den Bau ermöglichte. Seine Verbundenheit mit der Gemeinde Wolfsgrün zeigte sich darin, dass der Militärverein Wolfsgrün und Umgebung und der Gesangverein ihn zum Ehrenmitglied ernannte. Bretschneider erreichte in der sächsischen Armee zuletzt den Rang eines Rittmeisters der Reserve und war Träger des Ritterkreuzes I. Klasse des Albrechtsordens und der Landwehrdienstauszeichnung I. Klasse.

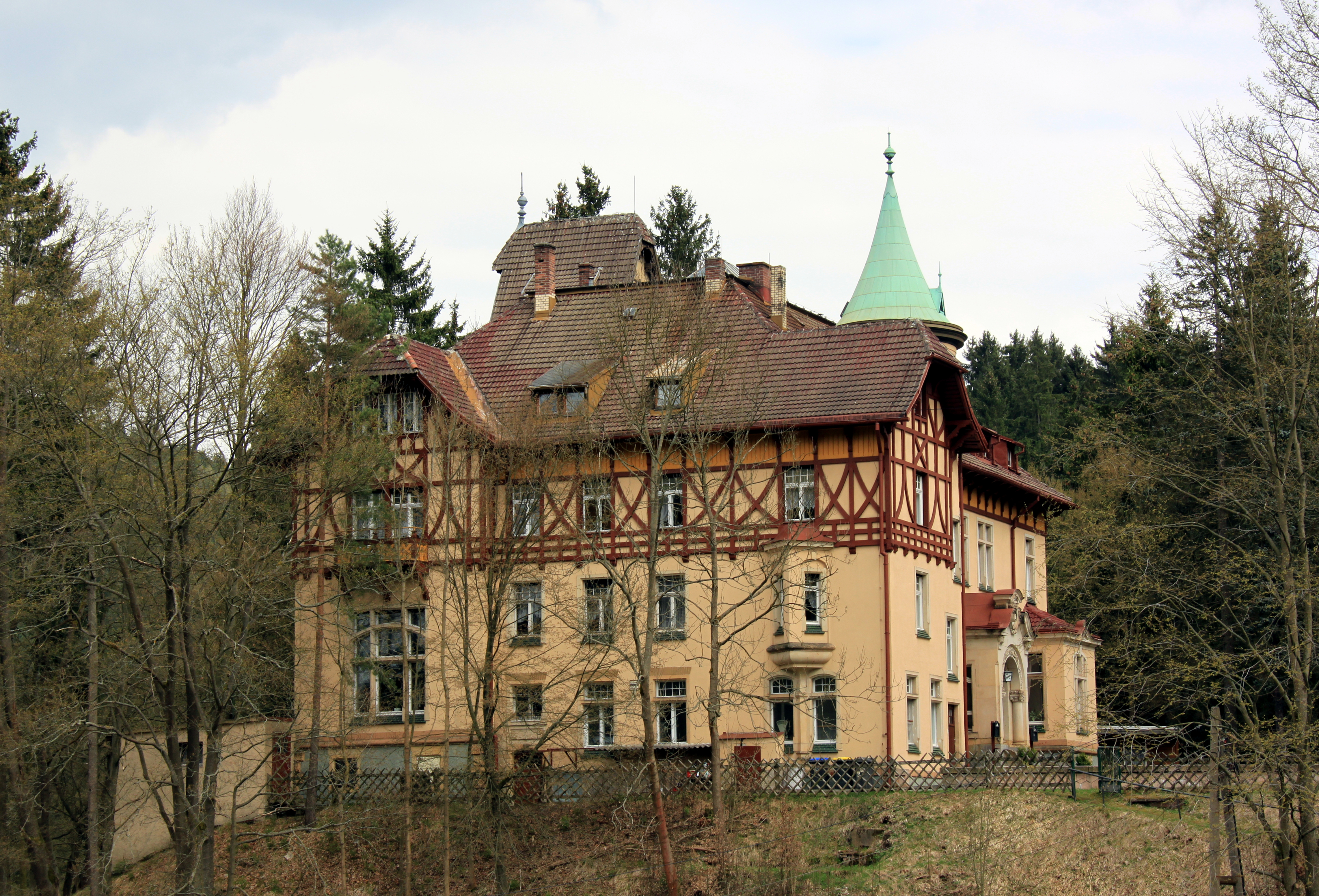
Wolfsgrüner Schlösschen

1904 ließ sich die Familie Bretschneider etwas erhoben über den Fabrikanlagen ihr Herrenhaus errichten, das Wolfsgrüner Schlößchen genannt wurde. Nach dem Tod Bretschneider und dem Auszug der Familie befand sind in dem Gebäude bis 1945 ein Müttererholungsheim der Nationalsozialistischen Volkswohlfahrt (NSV), das daneben auch als Deutsches Zentralarchiv für Genealogie genutzt wurde. 

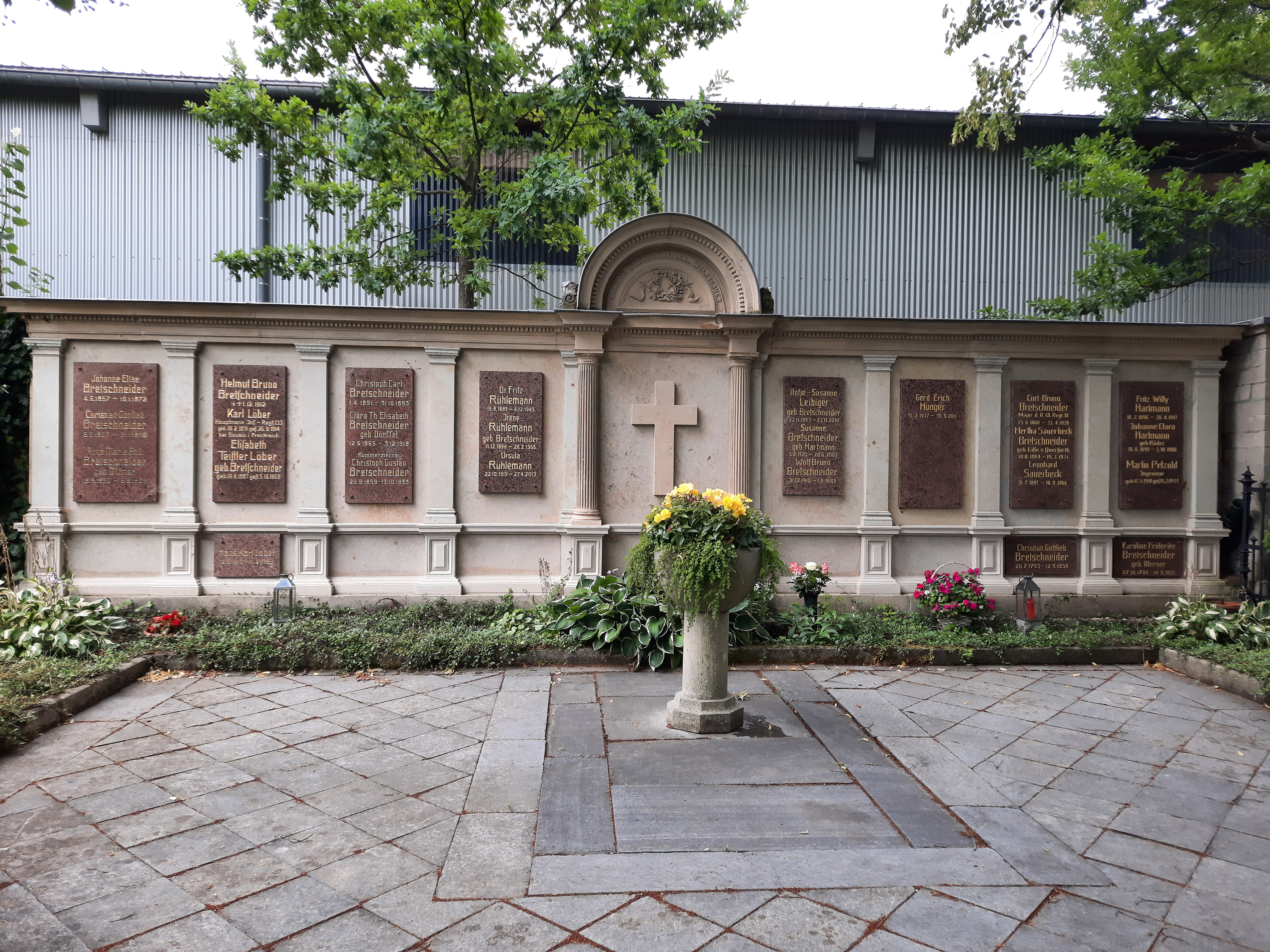
Grablege der Familie Bretschneider auf dem Friedhof Eibenstock, 2023

Er starb in der Nacht vom 12. zum 13. Oktober 1933 zu Hause und wurde auf dem Friedhof in Eibenstock beerdigt.

## Familie
Gustav Bretschneiders Sohn Wolf war einer der Gründer des Eishockeyvereins Schönheider Wölfe. Er stand Jahrzehnte im Tor und war so legendär, dass der Verein sich noch im beginnenden 21. Jahrhundert in Anlehnung an Wolf Bretschneiders Vornamen „Wölfe“ nennt.